# Hvala što pušite (2006.)
Hvala što pušite (eng. Thank Your for Smoking) je satirična humorna drama Jasona Reitmana iz 2006. snimljena prema istoimenom romanu Christophera Buckleyja iz 1994.
Film je objavljen 17. ožujka 2006. u ograničenom izdanju, a u široku kino distribuciju je krenuo 14. travnja. Prema podacima iz 2007., u svijetu je ostvario profit od 39 milijuna dolara. 24. studenog 2006. NBC je najavio razvoj televizijskog pilota temeljenog na filmu.

## Radnja
Nick Naylor je potpredsjednik i glasnogovornik Akademije duhanskih studija, duhanskog lobija čija je svrha istraživanje povezanosti između pušenja cigareta i raka pluća. Naravno, grupa koju su osnovale duhanske kompanije ne pronalazi povezanost između navedenog. Naylorov posao je informirati javnost o tim rezultatima, kao i braniti prava pušača. Kao glasnogovornik duhanske industrije pojavljuje se na javnim okupljanjima i televizijskim emisijama. Svaki tjedan se na ručku sastaje s Polly Bailey i Bobbyjem Jay Blissom, lobistima industrije alkohola i oružja, gdje međusobno pružaju podršku jedno drugom.
Suočen sa zakonom po kojem se na sve kutije cigareta mora staviti slika lubanje i kostiju, Nick predloži ideju svom šefu, BR-u da angažira glumce da puše u filmovima kao u dvadesetima i tridesetima i tako "u cigarete vrati seks". BR ga pošalje u Hollywood kako bi se sastao sa superagentom Jeffom Megallom i organizira prikriveno oglašavanje. Nick sa sobom odluči povesti sina Joeyja kojeg nije puno viđao otkad je Joeyjeva majka dobila skrbništvo. Dok Joey za vrijeme putovanja ispituje oca o detaljima njegova posla, Nick ga uči umjetnosti odnosa s javnošću.
Nick planira i pojaviti se pred Senatom kako bi se usprotivio zakonu u pakiranju, kao i senatoru Finisterreu, demokratu iz Vermonta, glavnom zagovaratelju zakona i dugogodišnjem kritičaru cigareta. Tijekom pojavljivanja u talk showu Dennisa Millera u kojem raspravlja s Finisterreom, pozivatelj zaprijeti da će ubiti Nicka. Nakon što je odbio BR-ov savjet da unajmi tjelesne čuvare, Nicka ubrzo otmu i oblijepe ga nikotinskim flasterima, ubrizgavši mu tako veliku dozu nikotina u krv i izazvavši toksičnu reakciju koja ga gotovo ubija. Pronalaze ga živa, a ispostavlja se da ga je spasila njegova pušačka navika kojom je razvio otpornost prema nikotinu; međutim, više ne smije pušiti zbog visoke osjetljivosti na drogu.
Usred svega toga, Naylor je potajno počeo održavati seksualnu vezu s privlačnom novinarkom Holloway kojoj je tijekom seksa otkrio mnoge tajne, vjerujući kako je sve neslužbeno. Ona je pripremala članak o njemu, obećavši da će prikazati obje strane teme. Ona zatim objavljuje članak koji prikazuje Naylora kao bezosjećajno čudovište, uključujući njegov odnos s drugim stručnjacima za odnose s javnošću, podmićivanje rakom pogođenog Marlboro Mana Lornea Lutcha, navodno obučavanje Joeyja da krene njegovim stopama i zakulisni plan kojim bi se trebalo povećati pojavljivanje cigareta na filmu. Nakon što je on nazove telefonom, ona mu odvrati kako samo radi posao kako bi otplatila hipoteku. Shvativši kako je članak nanio veliku štetu Nicku nakon njegove otmice, BR odlučuje kako se Akademija treba distancirati od njega te ga otpusti. Nakon što Nick isprva padne u depresiju, Joey ga podsjeti zašto radi svoj posao: kako bi obranio "neobranjive" korporacije kao što su predradnici eksploatirajućih tvornica i proizvođači nagaznih mina.
Obraćajući se novinarima, Nick obećava kako će sprati ljagu s imena povezanih s njim u članku i otkriva svoju vezu s Holloway, čime joj uništava karijeru. Otkriva kako namjerava svjedočiti pred Senatom u nadi da će zaustaviti donošenje zakona. Svjedočenje prolazi tako dobro da ga BR upita želi li se vratiti u Akademiju. Nakon što ga novinar upita hoće li nastaviti raditi za Akademiju, Nick shvati BR-ove motive za njegovo otpuštanje i ponovno zapošljavanje i odlučuje se ne vratiti kako bi dao primjer sinu, ostavivši BR-a potpuno iznenađenog ispred novinara. Film završava s obavijestima o životima onih koji su povezani s cijelom pričom: BR je nakon mnogo godina ostao bez posla nakon što je Akademija raspuštena, Heather je degradirana u prognostičarku na maloj televizijskoj postaji, senator Finisterre i dalje radi na svojoj antipušačkoj kampanji digitalnog uklanjanja cigareta iz klasičnih filmova, a trojka PR stručnjaka još se sastaje svaki tjedan - s novim lobistima industrija koje se bave naftom, brzom hranom, lijekovima i opasnim otpadom. Joey pobjeđuje u školskoj debati, a Nick otvara tvrtku za obuku stručnjaka za odnose s javnošću.

## Glumci
| - Aaron Eckhart kao Nick Naylor - Cameron Bright kao Joey Naylor - Maria Bello kao Polly Bailey - David Koechner kao Bobby Jay Bliss - Katie Holmes kao Heather Holloway - William H. Macy kao Senator Ortolan Finisterre - Robert Duvall kao Kapetan - Adam Brody kao Jack | - J.K. Simmons kao BR - Marianne Muellerleile kao učiteljica - Kim Dickens kao Jill Naylor - Rob Lowe kao Jeff Megall - Sam Elliott kao Lorne Lutch - Dennis Miller kao on sam - Connie Ray kao Pearl - Melora Hardin kao novinarka |

## Kritike
Film je naišao na uglavnom pozitivne reakcije. Na Metacriticu ima ocjenu 71/100. Rolling Stone ga je ocijenio s 3,5/4 zvjezdice opisujući ga kao "stvarno urnebesan film". USA Today ocijenio ga je hvalospjevima: "Britka satira Hvala što pušite je najdosjetljivija crna komedija godine do sada. Obraća se svim stranama političkog spektra." Los Angeles Times ga je nazvao "vrlo pametnim i zabavnim filmom" te da je "pronicavo" adaptiran za film iz romana.

## Vanjske poveznice
- Službena stranica
- Hvala što pušite u internetskoj bazi filmova IMDb-a
- Hvala što pušite na Box Office Mojo